# Wensho
Wensho (ou Wonosho) est un woreda de la région Sidama, en Éthiopie. Avant sa régionalisation en 2020, la zone Sidama faisait partie de la région des nations, nationalités et peuples du Sud. Situé dans la vallée du Grand Rift, Wensho est bordé au sud-ouest par Aleta Wendo, à l'ouest par Dale, au nord par Shebedino, au nord-est par Gorche et au sud-est par Bursa. Wensho s'est détaché du woreda Dale avant le recensement national de 2007.

## Données démographiques
D'après le recensement de 2007 mené par l'agence centrale de statistique, ce woreda compte 89 662 habitants dont 2 039 citadins, soit 2 % de sa population. Environ 70 % des habitants sont protestants, 12 % sont de religions traditionnelles africaines, 9 % sont musulmans, 2 % sont catholiques et 1 % sont orthodoxes.
En 2022, la population du woreda est estimée à 119 461 personnes avec une densité de population de 666 personnes par km2 et 179 km2 de superficie,.

## Agglomérations
Bokasa qui a 2 039 habitants en 2007 est la seule agglomération recensée dans le woreda.
Située une douzaine de kilomètres à l'est d'Yirgalem sous le nom de Bokaso, elle porterait également le nom de Wonsho.